# 八月联盟
八月联盟（俄语：Августовский блок）是俄国社会民主工党内部团体，因其成立于1912年8月而得名。1912年1月，俄国社会民主工党在奥匈帝国城市布拉格召开第六次代表会议，列宁及其支持者与孟什维克决裂并另立中央。随后在8月25日—9月2日，列夫·托洛茨基的支持者、崩得以及高加索、拉脱维亚等地的取消派代表，在奥匈帝国首都维也纳召开会议，组成反对弗拉基米尔·列宁和布尔什维克的联盟。该联盟持取消主义立场，提出建立民主共和国、实行八小时工作制、没收地主土地等口号和策略。然而，由于内部分歧，该联盟未能建立中央机构，仅成立了一个组织委员会。最终，在布尔什维克的反对下，八月联盟于1914年2月瓦解。